# Sebastes borealis
Sebastes borealis là một loài cá sinh sống ngoài khơi từ phía đông nam bán đảo Kamchatka, Nga, đến Fort Bragg, California. Nó đạt độ dài lớn hơn một mét (> 39 inch) và nặng tới 20 kg (44 pound). Trong Vịnh Alaska, shortraker rockfish được lấy mẫu hàng năm trong các cuộc điều tra câu vàng và phong phú nhất giữa độ sâu 300-400 mét (980-1,300 ft).
Trong năm 2007 ngư dân bắt được một mẫu vật đã được ước tính vào khoảng 90 đến 115 tuổi. Nó đã bị bắt ở phía nam của quần đảo Pribilof ở độ sâu khoảng 2.100 feet (640 m).
Vào năm 2013 Henry Liebman Seattle bắt một mẫu vật từ 900 foot dưới bề mặt và mười dặm ngoài khơi gần Sitka, Alaska. Với cân nặng 39,08 pound, các chuyên gia tin rằng đây là con cá thuộc loài này lớn nhất từng bị bắt, có độ tuổi khoảng 200 năm. Mẫu cá đã được gửi đến một phòng thí nghiệm tại Juneau cho một quyết định chính thức.